# Tuffi ai XVIII Giochi panamericani
Le competizioni di tuffi ai XVIII Giochi panamericani hanno avuto luogo all'Aquatics Centre di Lima, in Perù, dal 1º al 5 agosto 2019. I vincitori delle gare in programma dai 3 metri e dai 10 metri, se non già qualificati, daranno un posto ai loro paesi di appartenenza per i Giochi olimpici del 2020 di Tokyo.

## Risultati

### Uomini
| Evento                     | Oro                                       | Perform. | Argento                                       | Perform. | Bronzo                                               | Perform. |
| Tuffi individuali          |                                           |          |                                               |          |                                                      |          |
| Trampolino 1m (dettagli)   | Juan Manuel Celaya                        | 435.60   | Yona Knight-Wisdom                            | 429.90   | Andrew Capobianco                                    | 411.25   |
| Trampolino 3m (dettagli)   | Daniel Restrepo García                    | 468.10   | Juan Manuel Celaya                            | 454.30   | Philippe Gagné                                       | 448.65   |
| Piattaforma 10m (dettagli) | Kevin Berlín Reyes                        | 500.35   | Iván García                                   | 497.55   | Vincent Riendeau                                     | 462.70   |
| Tuffi sincronizzati        |                                           |          |                                               |          |                                                      |          |
| Trampolino 3m (dettagli)   | Messico Yahel Castillo Juan Manuel Celaya | 429.81   | Canada Philippe Gagné François Imbeau-Dulac   | 414.21   | Stati Uniti Michael Hixon Andrew Capobianco          | 404.13   |
| Piattaforma 10m (dettagli) | Messico Iván García Kevin Berlín Reyes    | 431.10   | Canada Vincent Riendeau Nathan Zsombor-Murray | 396.12   | Brasile Isaac de Souza Filho Kawan Figueredo Pereira | 375.81   |

### Donne
| Evento                     | Oro                                 | Perform. | Argento                                   | Perform. | Bronzo                                   | Perform. |
| Tuffi individuali          |                                     |          |                                           |          |                                          |          |
| Trampolino 1m (dettagli)   | Sarah Bacon                         | 284.10   | Brooke Schultz                            | 279.45   | Paola Espinosa                           | 278.35   |
| Trampolino 3m (dettagli)   | Jennifer Abel                       | 374.25   | Dolores Hernández                         | 339.60   | Brooke Schultz                           | 334.85   |
| Piattaforma 10m (dettagli) | Meaghan Benfeito                    | 375.05   | Caeli McKay                               | 365.70   | Alejandra Orozco                         | 356.10   |
| Tuffi sincronizzati        |                                     |          |                                           |          |                                          |          |
| Trampolino 3m (dettagli)   | Canada Jennifer Abel Pamela Ware    | 309.60   | Stati Uniti Brooke Schultz Sarah Bacon    | 290.10   | Messico Paola Espinosa Dolores Hernández | 285.00   |
| Piattaforma 10m (dettagli) | Canada Meaghan Benfeito Caeli McKay | 320.64   | Messico Alejandra Orozco Gabriela Agúndez | 307.38   | Stati Uniti Amy Cozad Delaney Schnell    | 281.10   |

## Medagliere
| Posizione | Nazione     | Oro | Argento | Bronzo | Totale |
| --------- | ----------- | --- | ------- | ------ | ------ |
| 1         | Messico     | 4   | 4       | 3      | 11     |
| 2         | Canada      | 4   | 3       | 2      | 9      |
| 3         | Stati Uniti | 1   | 2       | 4      | 7      |
| 4         | Colombia    | 1   | 0       | 0      | 1      |
| 5         | Giamaica    | 0   | 1       | 0      | 1      |
| 6         | Brasile     | 0   | 0       | 1      | 1      |
| Totale    | Totale      | 10  | 10      | 10     | 30     |